# Ignacy Gryczyński

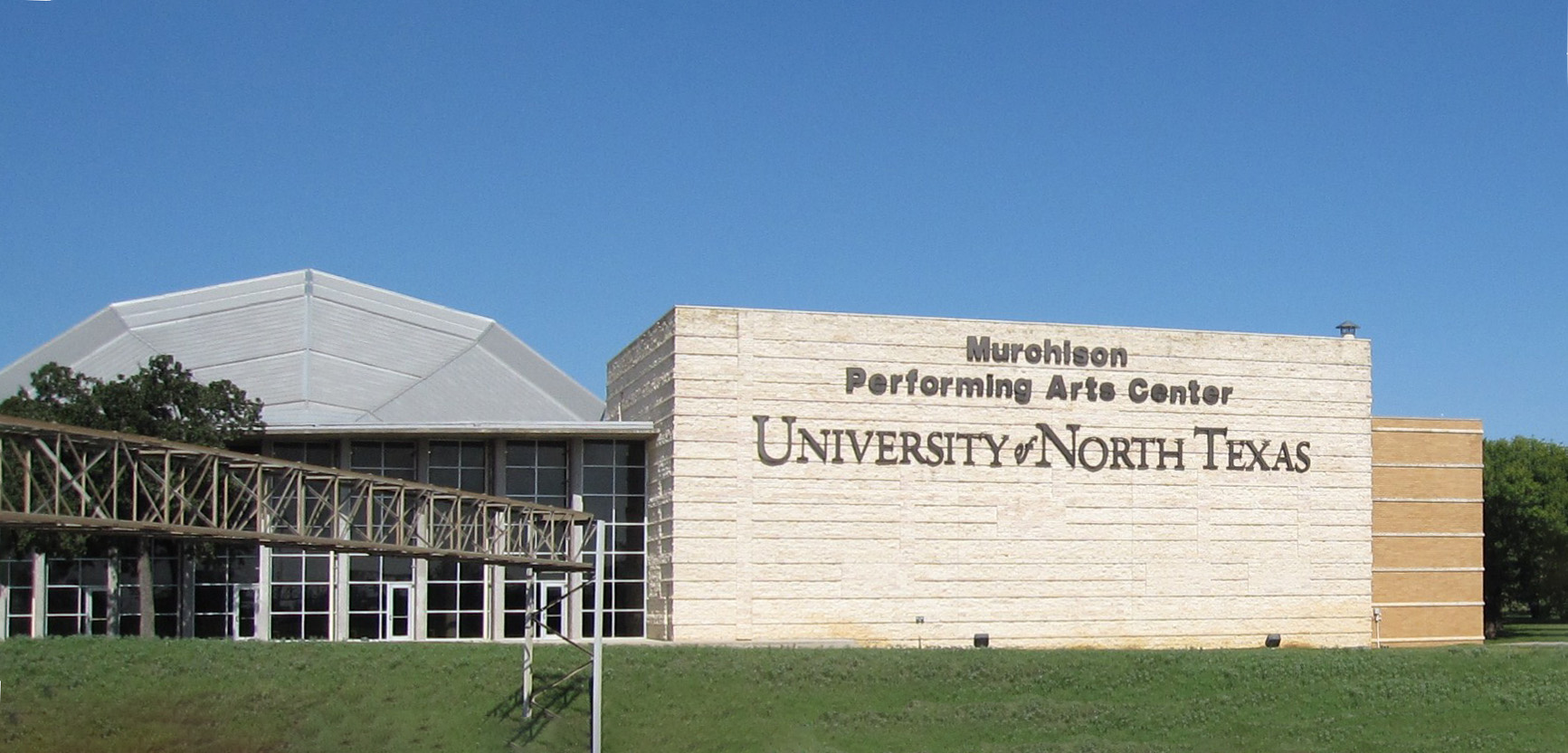
University of North Texas

Ignacy Gryczyński (ur. 1948) – fizyk, biolog, profesor biologii komórki i anatomii, dyrektor Głównych Zakładów Mikroskopii w Zakładzie Biologii Komórki i Genetyki University of North Texas.

## Życiorys
W 1966 ukończył liceum w Łobzie i zdał tutaj maturę. Ukończył studia i obronił doktorat z fizyki na Uniwersytecie Gdańskim. Dwukrotnie otrzymał za swoje badania nagrodę ministra nauki w roku 1975 (z A. Kawskim) i 1981. Za wybitny dorobek naukowy w zakresie biofizyki molekularnej i znaczne zasługi na rzecz rozwoju naukowego licznych badaczy Uniwersytetu Gdańskiego w 2017 roku otrzymał Złoty Medal „Doctrinae Sapientae Honestati”.
Autor ponad 400 publikacjiZainteresowania badawcze z zakresu spektroskopii fluorescencyjnej i jej zastosowań w biochemii i biologii. Członek Society for Experimental Biology and Medicine i Gdańskiego Towarzystwa Naukowego.